# Timókhov Kliutx
Timókhov Kliutx (en rus: Тимохов Ключ) és un poble del krai de Primórie, a l'Extrem Orient de Rússia, que en el cens del 2010 tenia un habitant.